# Hypochrysops
Hypochrysops is een geslacht van vlinders uit de familie Lycaenidae.

## Soorten
- H. alix Grose-Smith, 1900
- H. alyattes Salvin, 1891
- H. anacletus (Felder, 1860)
- H. antiphon Smith, 1897
- H. apelles Fabricius, 1775
- H. architas Salvin, 1891
- H. argyriorufa van Eecke, 1924
- H. aristocles Grose-Smith, 1898
- H. arronica (Felder, 1859)
- H. atromarginata Druce, 1891
- H. aurifer Grose-Smith, 1808
- H. barnardi Waterhouse, 1934
- H. boisduvali Oberthür, 1894
- H. byzos (Boisduval, 1832)
- H. calliphon Smith, 1894
- H. carmen Grose-Smith, 1899
- H. cleon Grose-Smith, 1900
- H. cleonides Grose-Smith, 1900
- H. cratevas Salvin, 1891
- H. cyane (Waterhouse & Lyell, 1914)
- H. chrysanthis (Felder, 1860)
- H. chrysargyra Smith & Kirby, 1895
- H. chrysodesmus Grose-Smith, 1899
- H. chrysonotus Grose-Smith, 1899
- H. delicia Hewitson, 1875
- H. delos (Waterhouse & Lyell, 1914)
- H. dicomus Hewitson, 1874
- H. digglesi (Hewitson, 1874)
- H. dohertyi Oberthür, 1894
- H. drucei Oberthür, 1894
- H. dryope Smith & Kirby, 1895
- H. duaringae (Waterhouse, 1903)
- H. elgneri (Waterhouse & Lyell, 1909)
- H. emiliae D'Abrera, 1971
- H. epicletus (Felder, 1859)
- H. epicurus Miskin, 1876
- H. eucletus Felder, 1865
- H. eunice (Fruhstorfer, 1915)
- H. felderi Oberthür, 1894
- H. gemma van Eecke, 1924
- H. halyaetus Hewitson, 1874
- H. hecalius Miskin, 1884
- H. herdonius Hewitson, 1874
- H. hermogenes Smith, 1894
- H. heros Smith, 1894
- H. hippuris Hewitson, 1874
- H. honora Grose-Smith, 1898
- H. hypates Hewitson, 1874
- H. ignita Leach
- H. kerri Riley, 1932
- H. linos (Fruhstorfer, 1908)
- H. lucilla D'Abrera, 1971
- H. meeki Rothschild & Jordan, 1905
- H. mioswara Bethune-Baker, 1913
- H. mirabilis Pagenstecher, 1894
- H. narcissus (Fabricius, 1775)
- H. oineus Fruhstorfer, 1908
- H. olliffi Miskin, 1889
- H. pagenstecheri Ribbe, 1899
- H. piceata Kerr, Macqueen & Sands, 1969
- H. plotinus Smith, 1894
- H. polycletus (Linnaeus, 1764)
- H. protogenes Felder, 1865
- H. regina Smith & Kirby, 1895
- H. rex (Boisduval, 1832)
- H. rovena Druce, 1891
- H. rufimargo (Rothschild, 1915)
- H. rufinus Grose-Smith, 1898
- H. scintillans (Butler, 1882)
- H. seuthes Salvin, 1891
- H. taeniata Jordan, 1908
- H. theon Felder, 1865
- H. theonides Smith, 1894
- H. theophanes Smith, 1894
- H. thesaurus Smith, 1894
- H. wendisi Bethune-Baker, 1909
- H. zeuxis Staudinger, 1888